# Papyrus 3
Papyrus 3 (in de nummering volgens Gregory-Aland), of {\displaystyle {\mathfrak {P}}}3, is een oud, Grieks handschrift op papyrus van het Nieuwe Testament. Ooit maakte het deel uit van een lectionarium, een boek met teksten voor de eredienst. Het bevat de tekst van Lucas 7:36-45+10:38-42.
Op grond van schrifttype is het gedateerd als 6e- of 7e-eeuws. Het wordt bewaard in de Österreichische Nationalbibliothek (Pap. G. 2323) in Wenen.
De Griekse tekst van deze codex is een gemengde tekst. Aland plaatst het in Categorie III.

## Tekst
Lucas 10:36
ΑΓΓ . . ΙΟ
ΤΟΝ Κ ̣̅ ΗΣου
ΤΟΝ̣Τ̣Ω̣ΝΦΣΡΙΣ̣
Ε̣Λ̣ΘΩΝΕ̣ΙΣΤ̣
ΙΕΙΔΟΥΓΥΝΗΗΤΙΣΗ
ΓΝΟΥΣΑΟΤΙ̣ΚΑΤΑΚ
ΣΑΑΛΑΒΑΣΤΡΟΝΜΥΡ̣
Ο̣ΔΑΣΑΥΤΟΥΚΛΑΣΙΟΥΣ̣
ΥΣΠΟΔΑΣΑΥΤΟΥ ΚΑΙ
ΕΞΕΜΑΞΕΝΚΑΙΚΑΤΕ
ΗΛΙΦΕΝ ΤΩΜΥΡΩ
ΑΣΑΥΤΟΝΕΙΠΕΝΕ . . . . ΤΩ
ΗΣΕΓΙΓΝΩΣΚΕΝΑΝΤ̣ΙΣΚΑΙΠΟΤΑΠ
ΤΑΙΑΥΤΟΥΟΤΙΑ.ΑΡΤΩΛΟ̣ΣΕΣΤΙΝ
ΕΙΠΕΝ Ο ΙΣΠΡΟΣ̣Α.Τ̣Ο̣Ν̣ΣΙΜΩΝ
ΔΕΔΕΔΑ . . . ΛΕΕΙ̣ΠΕΝΦΗΣΙΝΔΥΟ
ΤΙΝΙΟΕΙΣΩ
Η̣ΚΟΝ̣ΤΑΜΗ̣
ΤΟΤΙΣΟΥ
ΔΕΣΙΜΩ̣
Π̣ΕΝΑΥΤΩ̣
Ω̣Σ̣Ι̣ΜΩ
Lucas 10:38
ΝΤΟΥΑΓΙΟυΛΟυΚΑ
. . . . . . ΚΩΜΗ̣
ΡΕΥΕΣΘΑΙΑΥΤΟΥ
ΘΕΝΕΙΣΚΩΜΗΝΤΙΝ